# Kiskolon
Kiskolon (1899-ig Kolonicza, szlovákul: Kolonica) község Szlovákiában, az Eperjesi kerület Szinnai járásában.

## Fekvése
Szinnától 12 km-re délkeletre, a Vihorlát-hegység völgyében fekszik.

## Története
A falu akkor keletkezett, amikor a 16. században a vlach jog alapján ruszinokkal telepítették be. 1549-ben egy birtokvita kapcsán említik először.
A 18. század végén Vályi András így ír róla: „KOLONICZA. Orosz falu Zemplén Várm. földes Ura G. Smideg Uraság, lakosai ó hitűek, fekszik n. Ungvár, Széken, Sztakcsin, és Ladomérhoz is egy órányira, két nyomásbéli határja, leg inkább zabot terem, középszerűen árpát, tatárkát, kölest, és krompélyt, kavitssal egyeles, sovány a’ földgye, erdejek van, legelővel bővelkedik, piatza Ungváron, és Homonnán.”
Fényes Elek 1851-ben kiadott geográfiai szótárában így ír a faluról: „Kolonicza, Zemplén vmegyében, orosz falu, Szinna fil. 4 római, 720 g. kath. 10 zsidó lak. Gör. paroch. templom. 926 h. szántóföld. Hegyes határ. F. u. gr. Schmidegg. Ut. p. N.-Mihály.”
Borovszky Samu monográfiasorozatának Zemplén vármegyét tárgyaló része szerint: „Kiskolon, azelőtt Kolonicza, a Vihorlát-hegység alatt fekvő ruthén kisközség 96 házzal és 594 gör. kath. vallású lakossal. Postája Sztakcsin, távírója Szinna és vasúti állomása Kisberezna. A homonnai uradalomhoz tartozott s az újabb korban a Szirmay család, majd a Schmiddegh grófok voltak az urai. Most herczeg Lobkovitz Rudolfnak van itt nagyobb birtoka. Gör. kath. temploma 1843-ban épült.”
1920 előtt Zemplén vármegye Szinnai járásához tartozott, majd az újonnan létrehozott csehszlovák államhoz csatolták. 1939 és 1945 között ismét Magyarország része.

## Népessége
| Év:            | 1994. | 2004.   | 2014.   | 2024.    |
| -------------- | ----- | ------- | ------- | -------- |
| Emberek száma: | 596   | 593     | 585     | 526      |
| Eltérés:       |       | -0,50 % | -1,34 % | -10,08 % |

| Év:            | 2023. | 2024.   |
| -------------- | ----- | ------- |
| Emberek száma: | 515   | 526     |
| Eltérés:       |       | +2,13 % |

1910-ben 516, túlnyomórészt ruszin anyanyelvű lakosa volt.
2001-ben 607 lakosából 552 szlovák és 47 ruszin volt.
2011-ben 582 lakosából 475 szlovák és 92 ruszin volt.

## Nevezetességei
- Görögkatolikus temploma 1844-ben épült a korábbi templom helyén, barokk-klasszicista stílusban.
- Határában csillagászati obszervatórium működik.